# Marvejols (kanton)

A kanton községei

Marvejols kanton (franciául Canton de Marvejols) Lozère megye Mende-i kerületének egyik kantonja, központja Marvejols.
Területe 211,39 km², 1999-ben 8028 lakosa volt, népsűrűsége 38 fő/km². 11 község tartozik hozzá.
A kanton területének 16,3%-át (34,50 km²) borítja erdő.

## Községek
| Község neve            | Terület (km²) | Népesség (1999, fő) | Népsűrűség (1999, fő/km²) |
| ---------------------- | ------------- | ------------------- | ------------------------- |
| Antrenas               | 17,55         | 303                 | 17                        |
| Le Buisson             | 24,45         | 210                 | 8,6                       |
| Gabrias                | 20,65         | 125                 | 6,1                       |
| Grèzes                 | 16,21         | 245                 | 15                        |
| Marvejols              | 12,45         | 5501                | 442                       |
| Montrodat              | 20,65         | 984                 | 48                        |
| Palhers                | 8,59          | 172                 | 20                        |
| Recoules-de-Fumas      | 9,77          | 91                  | 10                        |
| Saint-Bonnet-de-Chirac | 7,68          | 57                  | 7,4                       |
| Saint-Laurent-de-Muret | 46,04         | 164                 | 3,6                       |
| Saint-Léger-de-Peyre   | 27,35         | 176                 | 6,4                       |
| Marvejols kanton       | 211,39        | 8028                | 38                        |

## Népesség
| Év   | Lakosság |
| ---- | -------- |
| 1962 | 6368     |
| 1968 | 6399     |
| 1975 | 7408     |
| 1982 | 8016     |
| 1990 | 7989     |
| 1999 | 8028     |